# När hela jorden sover
När hela jorden sover är en svensk psalm med fyra verser som skrevs 1889 av Lina Sandell. Musiken är komponerad 1911 av Johannes Alfred Hultman.

## Publicerad i
- Svenska Missionsförbundets sångbok (1951) nr 688, under rubriken "Dagar och tider - Afton".[1]

### Fotnoter
1. 1 2   Sånger och psalmer musik och text : för enskilt och offentligt bruk. Stockholm: Missionsförb. 1951. Libris 3387612